# 小名浜岩出
小名浜岩出（おなはま いわで）は、福島県いわき市の大字である。郵便番号は971-8121。

## 地理
いわき市南東部の小名浜地区に属する。北端角で小名浜金成、北から東にかけ小名浜林城、南西で小名浜玉川町、北西で常磐下船尾町とそれぞれ隣接する。概ね町村制施行以前の磐前郡岩出村の流れを汲む地域である。藤原川と支流の矢田川により形作られる小名浜市街地がある平野部の北端に位置する。南部に住宅地が広がるほかは丘陵地が広がり、谷間の平地に水田が広がる。西側の丘陵地に玉川団地が造成され、のちに小名浜玉川町として分離された。小名浜岡小名内に所在するいわき東警察署及び小名浜に所在する小名浜消防署がそれぞれ管轄にあたる。

### 主な字
字
- 前田
- 岩崎

- 天神
- 向

## 歴史
- 1879年1月27日 - 幕府領岩出村が福島県内における郡区町村制の施行により磐前郡の村となる[4]。
- 1889年4月1日 - 町村制の施行により岩出村が相子島村、林城村、大原村、南富岡村、岡小名村、住吉村、金成村、野田村、島村と合併し、磐前郡玉川村が発足する。旧岩出村域は玉川村の大字となる[4]。
- 1896年4月1日 - 磐前郡と周辺郡との合併により石城郡が発足し、石城郡玉川村となる[4]。
- 1931年8月15日 - 石城郡小名浜町に編入され、小名浜町の大字となる[4]。
- 1954年3月31日 - 小名浜町が泉町、渡辺村、江名町と合併、磐城市が発足し、磐城市の大字となる[4]。
- 1966年 - 玉川団地の造成に伴い一部が分離し、他大字の周辺区域とあわせ新たに小名浜玉川町が設置される[4]。
- 1966年10月1日 - 磐城市が平市・常磐市・内郷市・勿来市、石城郡小川町・遠野町・四倉町・川前村・田人村・好間村・三和村、双葉郡久之浜町・大久村と合併しいわき市となり、いわき市小名浜地区の大字となる[4]。

## 世帯数と人口
2023年10月31日現在の世帯数と人口は以下の通りである。
| 大字       | 世帯数 | 人口  |
| ---------- | ------ | ----- |
| 小名浜岩出 | 58世帯 | 130人 |

## 小・中学校の学区
市立小・中学校に通う場合、学区は以下の通りとなる。
| 番地 | 小学校                     | 中学校               |
| ---- | -------------------------- | -------------------- |
| 全域 | いわき市立小名浜第三小学校 | いわき市立玉川中学校 |

## 交通

### 道路
- 一級市道住吉岩出線

## 施設
- 岩出山神社
- 子安観音